# L'Invasion secrète
Pour plus de détails, voir Fiche technique et Distribution.
L'Invasion secrète (The Secret Invasion) est un film de guerre américain réalisé par Roger Corman en 1964.

## Synopsis
La Seconde Guerre mondiale est sur le point de voir la fin de la domination allemande, les Alliés s'organisent et préparent des débarquements. Pour préparer celui destiné à reprendre l'Italie, le commandement allié constitue un commando composé de condamnés qui seront graciés en cas de réussite.  Il y a un assassin, John Durrell, le patron d'un syndicat du crime, Roberto Rocca, un expert en explosifs, Terence Scanlon, un faux-monnayeur, Simon Fell, et un voleur d'objets d'art, Jean Saval. Le major Richard Mace prend la tête du groupe afin d'organiser l'évasion d'un général italien tenu prisonnier à Dubrovnik, en Yougoslavie, afin qu'il retourne ses troupes contre les Allemands.  

## Autour du film
Ce film donnera une succession de remakes plus ou moins réussis dans le cinéma italien des années 1960/70, avant que Les Douze Salopards de Robert Aldrich ne prenne le relais.

## Fiche technique
- Titre original : The Secret Invasion
- Titre français : L'Invasion secrète
- Réalisateur : Roger Corman, Charles B. Griffith
- Scénario : R. Wright Campbell
- Producteur : Gene Corman
- Musique : Hugo Friedhofer
- Photographie : Arthur E. Arling, A.S.C.
- Effets spéciaux : George Blackwell
- Montage : Ronald Sinclair
- Directeur artistique : John Murray
- Décors : Ian Love
- Costumes : Sharon Compton
- Budget : 592 000 $
- Recettes : 3 000 000 $
- Société de production : The Corman Company - San Carlos Productions
- Société de distribution : United Artists
- Pays de production :  États-Unis
- Langue : Anglais, allemand et italien
- Formats : 2,35 : 1 - DeLuxe - 35 mm Eastmancolor
- Son : Mono
- Genre : Guerre
- Durée : 98 minutes
- Dates de sortie : 
  - États-Unis : 16 septembre 1964
  - France : 19 mars 1965[1]

## Distribution
- Stewart Granger (VF : Jacques Berthier) : Richard Mace
- Raf Vallone : Roberto Rocca, chef criminel international
- Mickey Rooney (VF : Pierre Trabaud) : Terence Scanlon, terroriste de l'IRA
- Edd Byrnes (VF : Jean Fontaine) : Simon Fell, faussaire
- Henry Silva (VF : Georges Atlas) : John Durrell, tueur à gages
- William Campbell (VF : Serge Sauvion) : Jean Saval, voleur et maître en déguisements
- Špela Rozin :  Mila
- Enzo Fiermonte : le général Quadri, général italien
- Peter Coe (VF : Bernard Woringer) : Marko
- Giulio Marchetti : l'officier italien
- Richard Johns : un opérateur radio